# Ebru Yaşar
Ebru Yaşar (Ankara, 8 augustus 1977) Turkse zanger en songwriter van Koerdische afkomst.

## Biografie

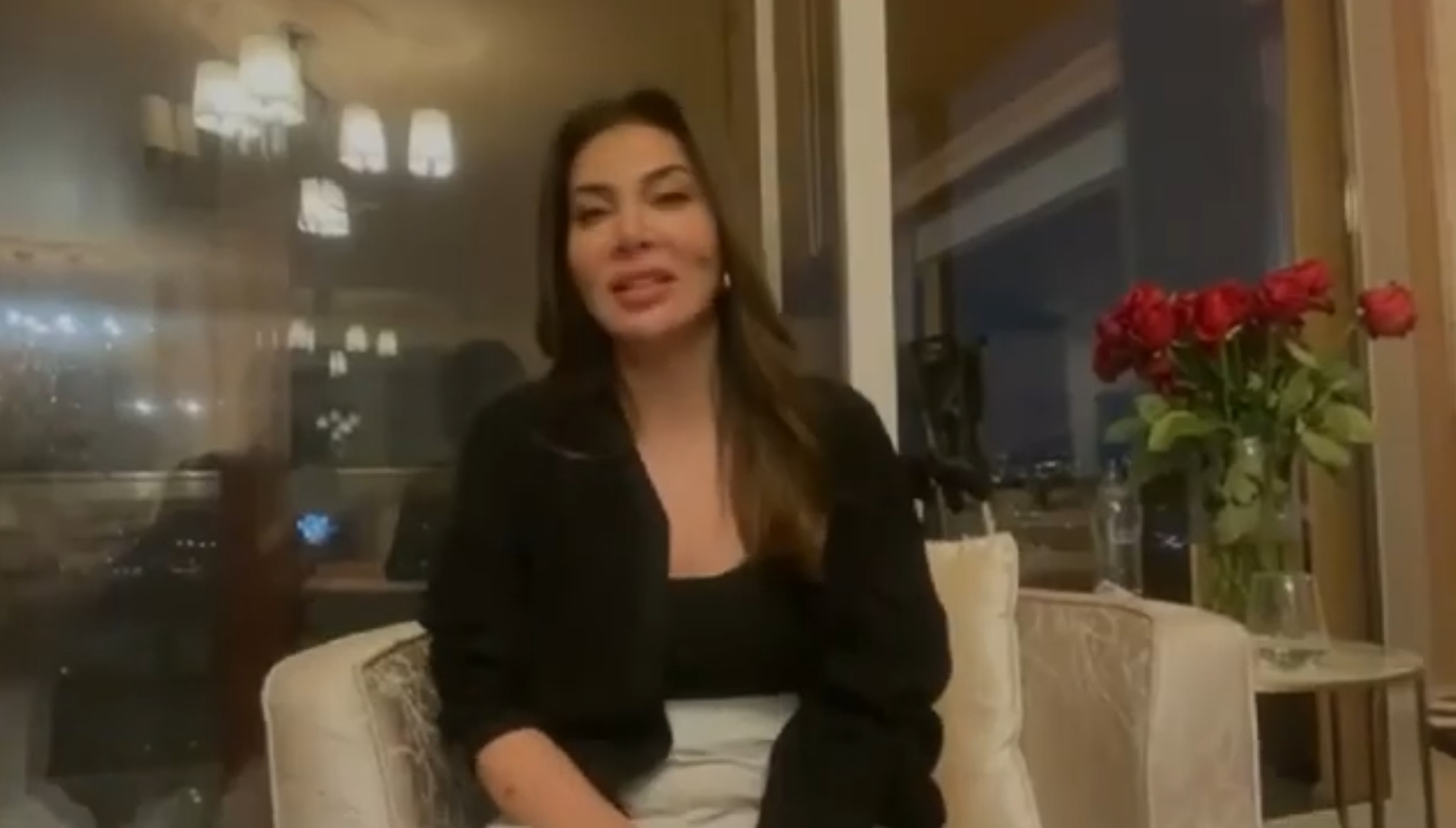
Ebru Yaşar (2022)

Ebru Yaşar werd op 8 augustus 1978 in Ankara geboren als kind van een gezin van Koerdische afkomst. Hij komt oorspronkelijk uit Ağrı. 
Yaşar heeft haar studies studeerde in Bitlis. Later is ze naar Ankara verhuisd en daarna naar Istanboel gaan wonen om daar haar examen aan een muziekconservatorium af te kunnen afleggen.
In haar eerste jaar heeft ze daar kennisgemaakt met een paar werknemers van Burhan Çaçan, die net een platenmaatschappij had opgericht. Zijn werknemers hebben ervoor gezorgd dat ze met hem een contract tekende, zodat ze aan een album kon beginnen.
In 1995 kwam haar eerste cd Bu sahilde uit. Daarna verscheen in 1999 haar tweede album Seni anan benim icin doğurmuş, dankzij haar vriend İbrahim Tatlıses, die de eigenaar van een platenmaatschappij is. In 2003 kwam haar derde album Aşkımız buraya kadar op de markt. In de zomer van 2006 haar vierde en voorlaatste cd Yeşillenirim uit, die tot dan toe van deze vier de beste verkoopcijfers heeft behaald.
Daarna is ze naar een andere platenmaatschappij - Erol Köse - overgestapt als gevolg van de roddels dat ze met Ibrahim Tatlises samen was. Eind 2008 kwam haar laatste album Seviyorum seni uit. Voor haar liedje Seviyorum seni heeft ze een duet met İsmail YK gevormd. Hiervoor is ze weer veranderd van platenmaatschappij, deze keer was Seyhan aan de beurt.

## Discografie
- 1995: Bu Sahilde (Çaçan Müzik)
- 1997: Sevenler Ölmez (Çaçan Müzik)
- 1999: Seni Anan Benim İçin Doğurmuş (İdobay)
- 2003: Aşkımız Buraya Kadar (İdobay)
- 2006: Yeşillenirim (Erol Köse)
- 2008: Seviyorum Seni (Seyhan Müzik)
- 2011: Delidir
- 2012: Ağlayamıyorum (single)
- 2013: Sanat-ı Ebru
- 2014: Cumartesi (single)
- 2017: Haddinden Fazla (DMC)